# 1-Butylpyridiniumchlorid
1-Butylpyridiniumchlorid ist ein organisches Salz. Es liegt als weißer Feststoff vor und findet vor allem in der Synthese von ionischen Flüssigkeiten Anwendung.

## Geschichte
Historische Bedeutung kommt dem 1-Butylpyridiniumchlorid vor allem durch seinen Einsatz in ionischen Flüssigkeiten zu. So beschrieb Osteryoung 1978 erstmals ein System aus Aluminiumchlorid und 1-Butylpyridiniumchlorid (AlCl3-BPC). Das so entstehende Haloaluminat gilt als ein erstes Beispiel für eine ionische Flüssigkeit der ersten Generation.

## Gewinnung und Darstellung
Durch Erhitzen von Pyridin mit 1-Chlorbutan kann 1-Butylpyridiniumchlorid erhalten werden. Eine alternative, aber weniger atomökonomische Alternative stellt eine Zincke-Reaktion dar.

## Eigenschaften
1-Butylpyridiniumchlorid schmilzt bei 131 °C. Durch Zugabe von Aluminiumchlorid lässt sich der Schmelzpunkt bis auf 40 °C verringern. Verglichen mit anorganischen Aluminiumchloridmischungen besitzt diese Mischung ein kleineres elektrochemisches Fenster, da das Pyridinium reduziert werden kann.

## Verwendung
Die US Air Force meldet 1978 das Patent "AlCl3 /1-alkyl pyridinium chloride room temperature electrolytes" an. Ziel war es, Mischungen wie AlCl3-BPC als Elektrolyt in Batterien einzusetzen.